# حرائق غابات اليونان 2007
حرائق الغابات اليونانية عام 2007 كانت عبارة عن سلسلة من حرائق الغابات الضخمة التي اندلعت في عدة مناطق في جميع أنحاء اليونان طوال صيف عام 2007. اندلعت أشد الحرائق تدميراً وفتكاً في 23 أغسطس/آب، وامتدت بسرعة واستعرت خارج نطاق السيطرة حتى 27 أغسطس/آب، حتى تم إخمادها أخيراً في أوائل سبتمبر/أيلول. أثرت الحرائق بشكل رئيسي على غرب وجنوب البيلوبونيز بالإضافة إلى جنوب يوبيا. بلغ عدد القتلى في شهر أغسطس وحده 67 شخصًا. في المجموع، فقد 85 شخصًا حياتهم بسبب الحرائق، بما في ذلك العديد من رجال الإطفاء.
يُعتقد أن بعض هذه العواصف النارية كانت نتيجة للحرق العمد في حين أن البعض الآخر كان مجرد نتيجة للإهمال. درجات حرارة مرتفعة، بما في ذلك ثلاث موجات حر متتالية تجاوزت 40 °م (104 °ف)، والجفاف الشديد جعل صيف عام 2007 غير مسبوق في التاريخ اليوناني الحديث. من نهاية شهر يونيو إلى أوائل شهر سبتمبر، تم تسجيل أكثر من 3000 حريق غابات في جميع أنحاء البلاد. قُتل تسعة أشخاص آخرين في حرائق في شهري يونيو ويوليو.
تم تدمير ما مجموعه 2,700 كيلومتر مربع (670,000 أكر) من الغابات وبساتين الزيتون والأراضي الزراعية في الحرائق، وهو أسوأ موسم حرائق مسجل في السنوات الخمسين الماضية. من إجمالي 2700 كم 2، 1,500 كـم2 (370,000 أكر)تم حرق في جنوب اليونان وحدها، مما يعني أن 4% من إجمالي مساحة الغابات في اليونان احترقت في عام 2007 وحده. وتسبب الحريق أيضًا في تدمير العديد من المباني. دمر الحريق 1000 منزل و1100 مبنى آخر، وألحق الضرر بمئات المباني الأخرى.

## الخط الزمني

### يونيو

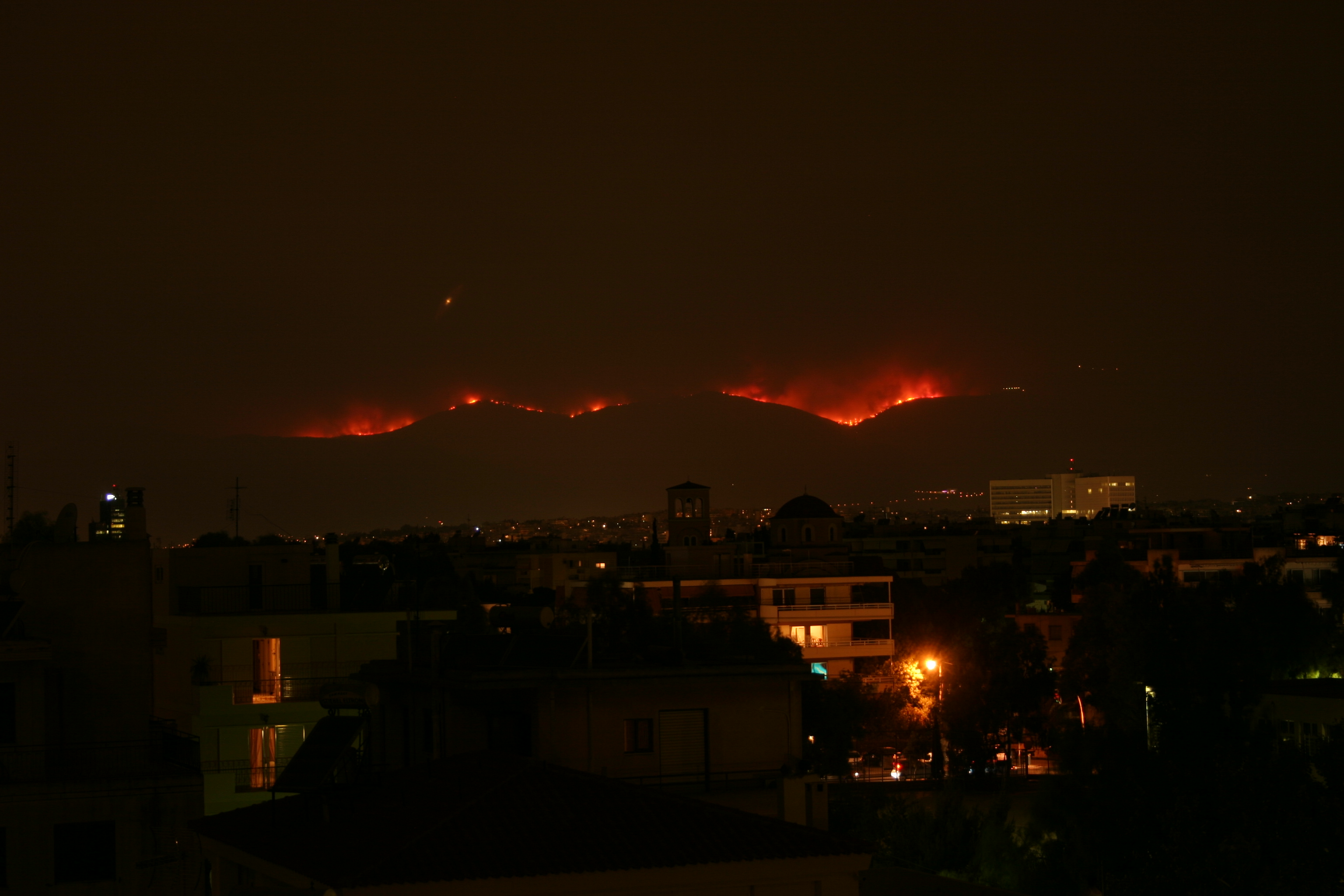
منظر لحريق منتزه بارنيثا الوطني من شمال أثينا

بدأ أول حريق كبير في صيف عام 2007 في 28 يونيو 2007. يُعتقد أن الحريق بدأ إما بسبب انفجار عمود كهربائي أو بسبب مشعلي الحرائق المتعمدين. تم تدمير أجزاء كبيرة من منتزه بارنيثا الوطني، وفي المجموع، أحرقت النيران 15,723 أكر (63.6 كـم2) من قلب الغابة الوطنية في غضون أيام. وبشكل عام، عانت جبال بارنيثا من حرق مساحة قدرها 38,000 أكر (153.8 كـم2)، مما يجعلها واحدة من أسوأ حرائق الغابات المسجلة في أتيكا منذ حريق بنتلي في يوليو 1995.
وكان حجم الدمار غير متوقع. تشير الدراسات البيئية في اليونان إلى أن المناخ المحلي الأثيني سيتغير بشكل كبير إلى مناخ أكثر دفئًا خلال فصل الصيف، وأصبحت الفيضانات الآن خطرًا محتملًا للغاية على الضواحي الشمالية للمدينة. كان جبل بارنيثا يُعتبر «رئة» أثينا؛ وبعد حريقه الهائل، من المتوقع أن تشعر المدينة والنباتات والحيوانات المحلية بالعواقب. وشملت المناطق المتضررة الأخرى بيليون، وأغيا وميليفويا، وسكورتا، ودافني، وبيلي.

### يوليو
في 11 يوليو 2007، اندلع حريق هائل آخر في مكب نفايات بالقرب من أجيا باراسكيفي، سكياثوس، وانتشر في جميع أنحاء الجزيرة. أُجبر السكان والسياح على الإخلاء إلى مدينة ترولوس القريبة، وعادوا بعد إخماد الحريق. تم الإبلاغ عن أكثر من 100 حريق بحلول 15 يوليو 2007، في مواقع مثل كيراتيا خارج أثينا، وبيلوبونيز، وعلى جزر بحر إيجة أندروس، وإيفيا، وليسبوس، وساموس، بالإضافة إلى جزيرة كريت وجزيرة كيفالونيا في البحر الأيوني.
في البيلوبونيز حوالي 20 يوليو 2007، اندلع حريق بدأ من الجبال فوق بلدة أيجيو وامتد بسرعة نحو دياكوبتو وأكراتا، مما أدى إلى تدمير مساحة كبيرة من الغابات والأراضي المزروعة. وفي نفس الحريق احترقت عدة قرى بشكل كلي أو جزئي، مما أدى إلى خسارة 230 منزلاً و10 كنائس، وفقد ثلاثة أشخاص حياتهم. تم القبض على مزارع يبلغ من العمر 26 عامًا وامرأة تبلغ من العمر 77 عامًا للاشتباه في إشعالهما حريقًا متعمدًا في أيجيو ودياكوبتو. واعترف المزارع وهو الآن محتجز في السجن.

### أغسطس

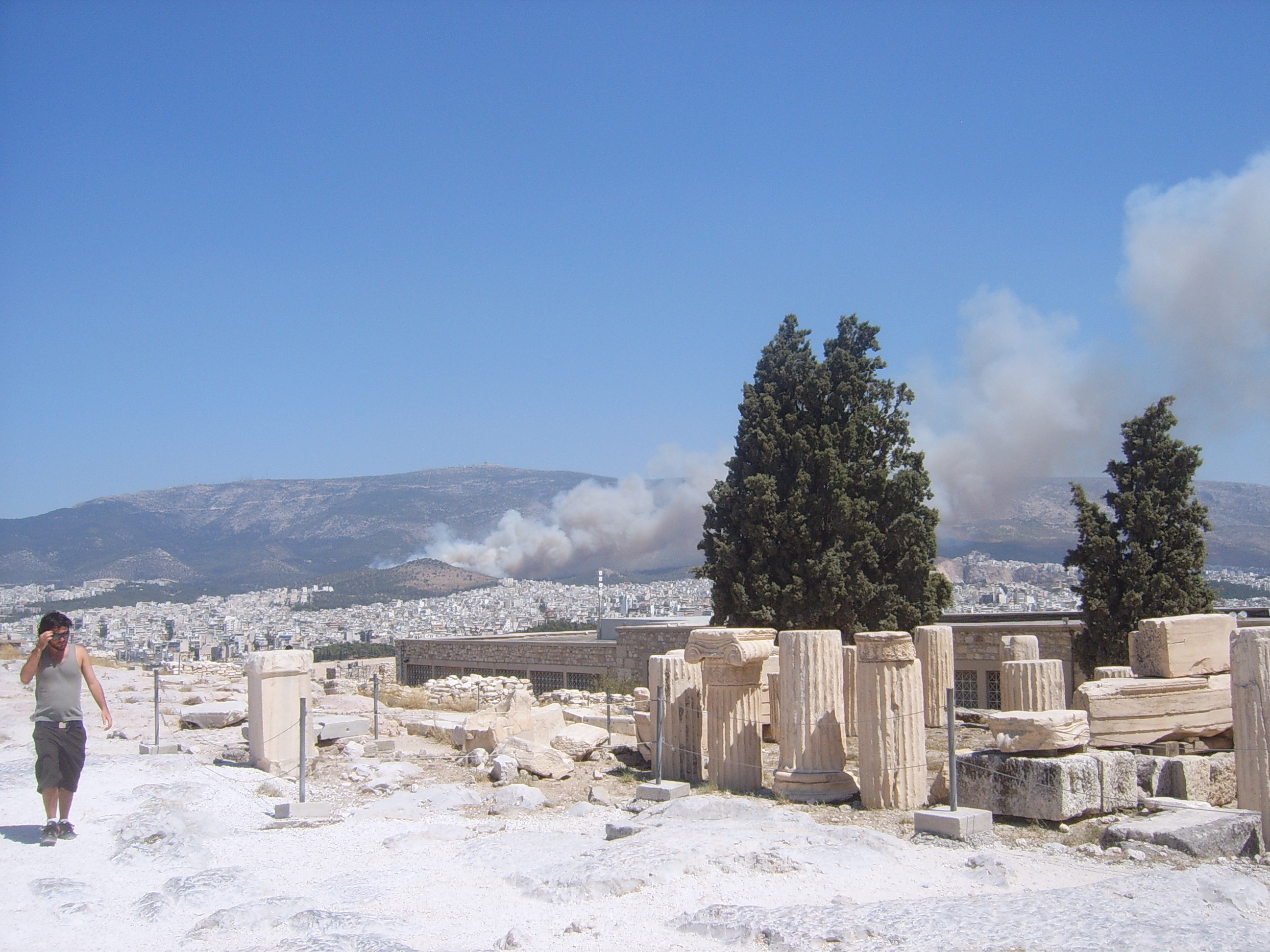
حريق غابات في ضواحي أثينا في 16 يوليو

استمرت الحرائق، وفي 17 أغسطس 2007 بدأت في الاشتعال على مشارف أثينا. بدأت النيران في جبل بنتيلي ثم امتدت إلى الضواحي. حاول أكثر من ستين سيارة إطفاء، وتسعة عشر طائرة ومروحية، ومئات رجال الإطفاء بالإضافة إلى السكان المحليين السيطرة على الحريق. تأثرت مدينة ميليسيا، وفريليسيا، وبنتلي بالحريق الذي تم إخماده بعد أن هدأت الرياح.
في 24 أغسطس 2007، اندلعت حرائق في بيلوبونيز وأتيكا وأويبيا. وفي البيلوبونيز، أحرقت النيران العديد من القرى وأدت إلى مقتل 60 شخصًا. وأفادت التقارير بمقتل ستة أشخاص في بلدة أريوبولي. وفي زاكارو، إحدى المناطق الأكثر تضرراً، عثر رجال الإطفاء على أكثر من 30 شخصاً ميتين أثناء بحثهم عن سيارات ومنازل محترقة.
أعلن رئيس الوزراء كوستاس كارامانليس حالة الطوارئ في جميع أنحاء البلاد وطلب المساعدة من زملائه الأعضاء في الاتحاد الأوروبي. واستجابت عدة دول للنداء وأرسلت المساعدة. بالإضافة إلى ذلك، تم إرسال 500 جندي يوناني إلى المناطق المتضررة. وتم استدعاء 500 جندي يوناني آخرين ليصل إجمالي عدد العسكريين المشاركين في مكافحة الحرائق إلى 1000.
في 25 أغسطس/آب 2007، اندلعت حرائق في جبل هيميتوس وفي ضاحية فيلوثي في أثينا. وقال مسؤولون إن هذه الحرائق كانت نتيجة الحرق العمد، حيث عثر رجال الإطفاء على العديد من الزجاجات التي تحتوي على البنزين في المناطق المتضررة. ويُشتبه أيضًا في أن الحرائق في البيلوبونيز كانت متعمدة، حيث اندلعت أكثر من 20 حريقًا في نفس الوقت تقريبًا. اندلع حريقان في كيراتيا وحريق واحد في ماركوبولو ميسوجاياس في شرق أتيكا في 25 أغسطس 2007. ولم تتم السيطرة على الحريق الأول إلا في اليوم التالي، بينما تم إخماد الحريق الثاني بسرعة. بلغ طول حريق كيراتيا 12 كيلومتر (7 ميل) وتم نقل رجل إلى المستشفى مصابًا بحروق من الدرجة الثانية. تم الإبلاغ عن الحريق في لاجونيسي باعتباره حادثًا، حيث بدأ عندما أشعل رجل النار عن طريق الخطأ في شجرة في حديقته.

#### الحرائق في أولمبيا

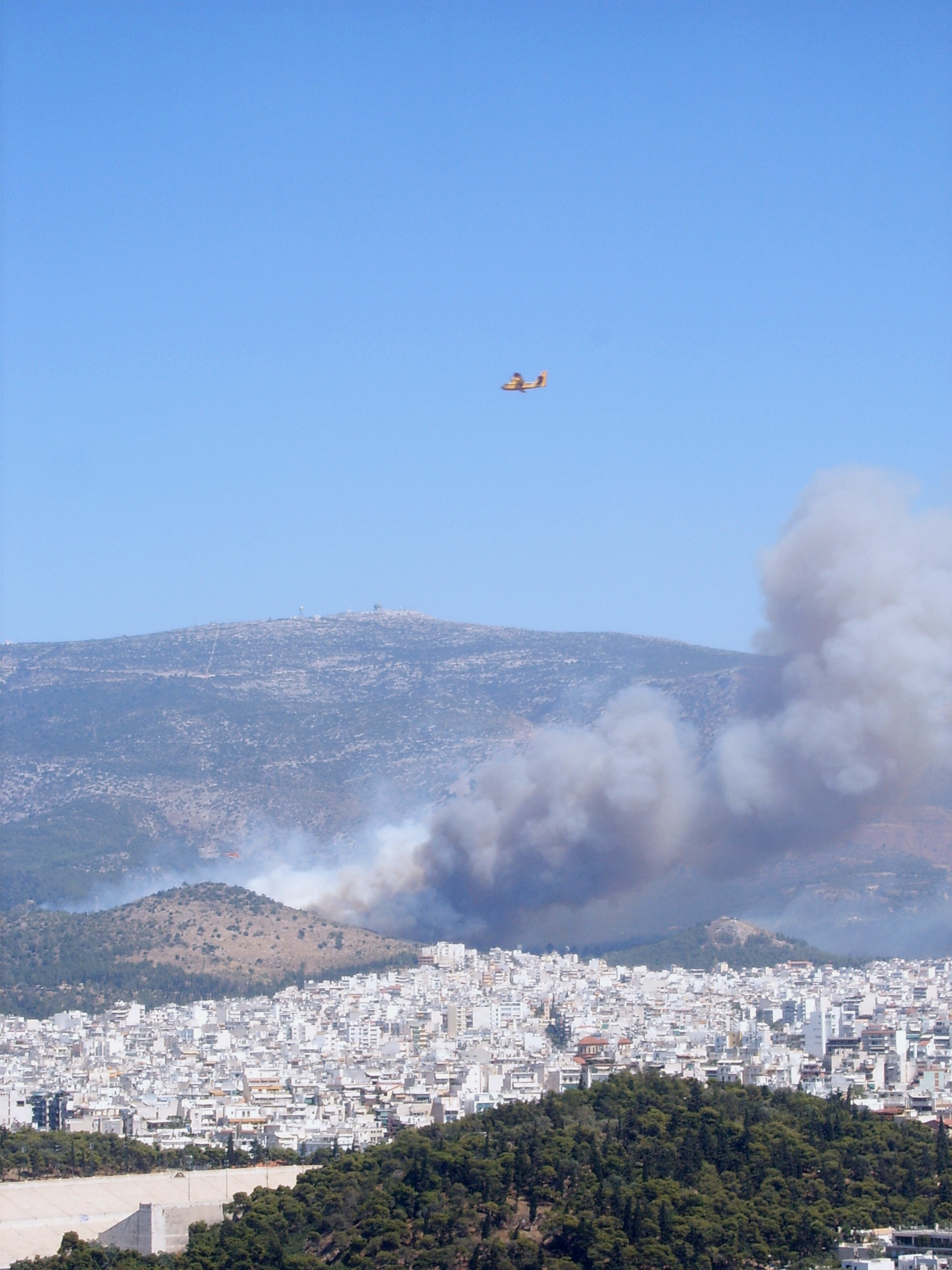
الدخان يظهر من الأكروبوليس في أثينا.

تم إخلاء أولمبيا، موقع الألعاب الأولمبية القديمة وموقع التراث العالمي، في 26 أغسطس 2007. أعرب البعض عن مخاوفهم بشأن بقاء أطلال مدينة أوليمبيا القديمة الواقعة بالقرب من النيران المستعرة. نجا تمثال هيرميس براكسيتيليس ‏ الشهير والآثار القريبة منه من الحريق، لكن ساحة المتحف التي يوجد بها التمثال احترقت. وفقًا للبيان الرسمي لوزير الثقافة السابق جورجيوس فولجاراكيس ‏، لم يلحق أي ضرر خطير بالآثار. أحرقت النيران جميع الأشجار على قمة التل أعلاه، بالإضافة إلى منطقة من الشجيرات والمساحة المفتوحة المجاورة للأكاديمية الأوليمبية. ولم يلحق الحريق أضرارًا بالمتحف الأثري ولم يلحق الضرر بالعديد من الهياكل القديمة في المنطقة. صرح السيد فولجاراكيس قائلاً: «إن المساحة الأثرية الأوسع في أوليمبيا لا تزال سليمة». وعلى الرغم من ادعاءات الوزير، فقد ثبت، اعتبارًا من 26 أغسطس، أن الأضرار التي لحقت بها كانت ذات أهمية ونطاق أكبر؛ فقد احترق تل كرونوس المقدس بالكامل أثناء الحريق. لقد أصبح التل أسود اللون، ولكن سيتم إعادة تشجيره قريبًا. صرح وزير الثقافة الجديد ميخاليس ليابيس أنه سيتم زرع 3200 شجيرة وشتلة على تلة كرونوس، لإعادة المنطقة إلى مظهرها السابق.

### سبتمبر
ظلت الحرائق مشتعلة حتى أوائل سبتمبر. في الأول من سبتمبر 2007، كان رجال الإطفاء لا يزالون يحاولون إخماد حريق هائل في بيلوبونيز. بقيت ثلاثة حرائق، مع استمرار مسار الحرائق المدمر في أركاديا وجبل بارنون ‏ في لاكونيا. ثم، في 3 سبتمبر/أيلول 2007، أشعلت صاعقة حريقًا جديدًا في جبل فيرميون، والذي سرعان ما تمكن رجال الإطفاء من السيطرة عليه. في 5 سبتمبر وصل عدد القتلى إلى 67،  وفي 21 سبتمبر وصل إلى 68.

## المساعدة الدولية

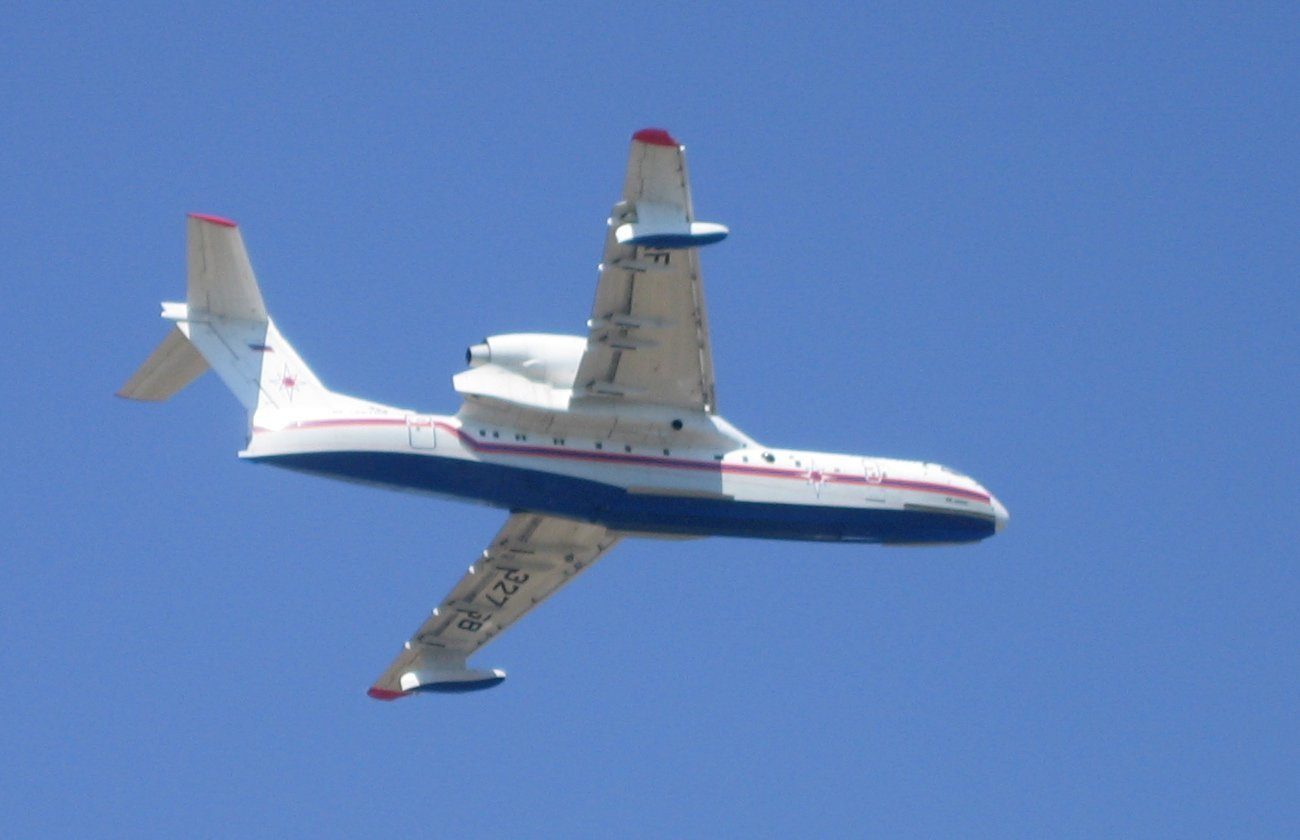
طائرة بيريف بي–200 تعمل في أثينا.

عندما اندلعت حرائق أغسطس/آب، طلب رئيس الوزراء كوستاس كارامانليس المساعدة من أعضاء الاتحاد الأوروبي ودول أخرى. وقد عرضت البلدان التالية المساعدة، ولكن تم رفض بعض العروض:
- النمسا – طائرتان هليكوبتر وطائرتان وطائرة نقل و20 رجل إطفاء.[31]
- كندا – أربع قاذفات مائية من طراز كنداير سي إل–215 وطائرتان للمراقبة من مقاطعتي ألبرتا ومانيتوبا وقاذفة واحدة من طراز مارتن مارس بالإضافة إلى طائرة مراقبة من طراز سيسنا 195 من كولومبيا البريطانية.[32]
- كرواتيا – طائرتان لمكافحة الحرائق من طراز كنداير سي إل–415.[31]
- قبرص – 12 مركبة إطفاء، 98 رجل إطفاء، 29 فردًا من الدفاع المدني.[31][33]
- جمهورية التشيك – مروحية واحدة مع طاقم مكون من خمسة أفراد.[31] (رفضت.)
- الدنمارك – ست مركبات إطفاء حرائق متعددة التضاريس، قادرة على تسلق المنحدرات الشديدة.[31]
- فنلندا – ثلاث طائرات هليكوبتر، و25 رجل إطفاء[31] و2–3 خبراء في حرائق الغابات.[34] (تم رفضهم لأن المعدات لم تكن مناسبة – وساعدت فنلندا في إعادة الإعمار بدلاً من ذلك.)
- فرنسا – أربع قاذفات مياه من طراز كنداير سي إل–215–415، و60 رجل إطفاء متخصصين في عمليات الطائرات المروحية، وست مركبات إطفاء حرائق.[31][33][35]
- ألمانيا – ثلاث طائرات هليكوبتر من طراز سي إتش–53 لنقل المياه.[31][33]
- المجر – سيارتي إطفاء و18 رجل إطفاء وطبيب بالإضافة إلى معدات إضافية.[31]
- إسرائيل – ثلاث طائرات هليكوبتر و55 رجل إطفاء.[33][36]
- إيطاليا – طائرة واحدة لنقل المياه من طراز كنداير سي إل–215–415.[31][33]
- هولندا – ثلاث طائرات هليكوبتر من طراز يوروكوبتر إيه إس 532 لمكافحة الحرائق و27 من أفراد الطاقم.[31][33]
- النرويج – طائرة هليكوبتر واحدة لمكافحة الحرائق من طراز بيل 214.[31][33][37]
- البرتغال – قاذفة مياه واحدة من طراز كنداير سي إل–215–215 وستة أفراد.[31]
- رومانيا – مروحية واحدة من طراز ميل مي–17 مع طاقم مكون من تسعة أفراد وطائرة واحدة.[31][33]
- روسيا – خمس طائرات هليكوبتر من طراز كاموف كا–27، وست طائرات هليكوبتر من طراز ميل مي–26، وطائرتان هليكوبتر من طراز ميل مي–8، وطائرة صهريج مياه من طراز بيريف بي إي –200.[31]
- صربيا – ست طائرات إطفاء من طراز م–18 درمادر وطائرة إطفاء من طراز أنتونوف أن–2، وست مركبات إطفاء رباعية الدفع، و55 رجل إطفاء. كان الجيش في حالة تأهب للانتشار للمساعدة. أرسلت مدينة نوفي ساد فريقًا من 11 رجل إطفاء.[38][39][40]
- سلوفينيا – طائرة هليكوبتر واحدة تحمل الماء.[31][33]
- إسبانيا – قاذفتان مائيتان من طراز كنداير سي إل–215.[31][33][41]
- السويد – طائرة هليكوبتر واحدة لمكافحة الحرائق من طراز بيل–205.[42]
- سويسرا – أربع طائرات هليكوبتر من طراز يوروكوبتر سوبر بوما لنقل المياه.[31]
- تركيا – قاذفة مياه واحدة من طراز كنداير سي إل–215.[43]

## قائمة المناطق المتضررة
|  |
|  |
|  |
|  |
|  |

- أخايا[44]
  - إيغيو
  - دياكوبتو
  - أكراتا
  - ليونتيو[الإنجليزية]
  - كالافريتا
  - كاليتيا (أخايا)[الإنجليزية]
  - بتراس
- إيتوليا–أكارنانيا
  - أستاكوس (أيتوليا كي أكارنانيا)
  - باليوشوراكي نافباكتياس[الإنجليزية]
- الجزر الإيجية
  - سكياثوس[14]
  - لسبوس[14]
  - كريت[14]
- أركاديا[44]
- أنيمودوري[الإنجليزية]
- ليونتاري (أركاديا)[الإنجليزية]
- أكوفوس[الإنجليزية]
- فيليجوستي[الإنجليزية]
- مالوتا (اليونان)[الإنجليزية]
- مانثيريا[الإنجليزية]
- أتيكا (إقليم)
  - أثينا[45]
  - غراماتيكو
  - بارنيثا[الإنجليزية][3]
  - هيميتوس
  - بينتيلي (أتيكي)[3]
  - كيراتيا
  - لاجونيسي[الإنجليزية]
- قورنثيا[44]
  - خيليومودي
  - سوفيكو[الإنجليزية]
  - مابسوس[الإنجليزية]
- أتيكا الشرقية
  - كاليفيا ثوريكو
- إيليا (مقاطعة)[45]
  - أمبيلونا[الإنجليزية]
  - أوليمبيا
  - أندريتساينا[الإنجليزية]
  - خيليدونيو[الإنجليزية]
  - دافنولا[الإنجليزية]
  - فيغاليا[الإنجليزية]
  - جيانيتسوخوري[الإنجليزية]
  - كوليري[الإنجليزية]
  - أوليني[الإنجليزية]
  - بيلوبيو
  - بينييا[الإنجليزية]
  - سكيلونتا[الإنجليزية]
  - زاخارو[45]
- يوبيا[الإنجليزية][44][45]
  - أليفيري
  - باثية
  - مارماري
  - ستيريا
- إيماثيا
  - جبال فيرميو[الإنجليزية]
- لاكونيا[44]
  - أريوبولي[الإنجليزية]
  - سكالا
  - كروكييس
  - غيرونثريس[الإنجليزية]
  - جيروليميناس[الإنجليزية]
  - أويتيولو[الإنجليزية]
- ميسينيا[44]
  - كالاماتا
  - فيلياترا
  - ميليغالاس
  - بيلوس[15]
- إيتوس (ميسينيا)[الإنجليزية]
  - كريستيانونوس[الإنجليزية]
  - غارغاليانوي
- فثيوتيس
  - ليانيوكلايدي[الإنجليزية]

## الآثار

### الأسباب والاعتقالات المتعلقة بالحرق العمد
صرح وزير النظام العام السابق فيرون بوليدوراس ‏ أن الحرائق قد تكون نتيجة لهجمات إرهابية، حيث بدأت العديد من الحرائق في وقت واحد وفي أماكن لا يمكن فيها رؤية مشعل الحرائق. كما ذكر أن البلاد تواجه تهديدًا غير متكافئ، وهو مصطلح عسكري يستخدم للهجمات الإرهابية.
في حين يُعتقد أن بعض الحرائق ناجمة عن عوامل بيئية، فمن الواضح أن البعض الآخر لم يكن كذلك. ربما كان من الممكن أن تكون الحرائق قد بدأت عمداً كوسيلة للالتفاف على القانون اليوناني الذي يحظر تطوير العقارات في المناطق المخصصة كأراضي غابات والاستفادة من موقع اليونان الفريد باعتبارها الدولة الوحيدة في الاتحاد الأوروبي التي لا تمتلك نظام تسجيل أراضي كامل. وقد تم عرض مكافأة كبيرة لأي شخص يقدم معلومات تؤدي إلى القبض على مشعل الحرائق.
أعلنت الشرطة اليونانية القبض على ثلاثة مشتبه بهم في الحرق العمد: وجهت اتهامات لرجل يبلغ من العمر 65 عامًا من أريوبوليس بالحرق العمد والقتل فيما يتعلق بالحريق الذي أسفر عن مقتل 6 أشخاص على الأقل في هذه المنطقة. كما تم اعتقال شابين في شمال كافالا للاشتباه في قيامهما بإشعال حريق متعمد. أكد وزير الصحافة في الحكومة اليونانية ثيودوروس روسوبولوس ‏ في 27 أغسطس/آب أن 61 شخصا تم اعتقالهم للاشتباه في تورطهم في الحرق العمد، وتم الاحتفاظ بسبعة منهم قيد الاحتجاز.
في 27 أغسطس/آب 2007، اتهم زعيم حزب باسوك جورج باباندريو الحكومة بالتلميح إلى تورط حزبه في الحرائق، ودعا رئيس الوزراء كوستاس كارامانليس إلى تقديم أي دليل يدعم وجود مثل هذه الخطة المنظمة. وقد تفاقمت الانتقادات الشديدة الموجهة إلى الحكومة بسبب تعاملها مع الأزمة، مع تشكيل الصحافة اليونانية جوقة من السخرية من عدم كفاءة المسؤولين في البلاد، في سبتمبر/أيلول بعد اكتشاف خطوات تهدف إلى إعطاء الضوء الأخضر لمطوري العقارات في المنطقة المنكوبة.

### العواقب

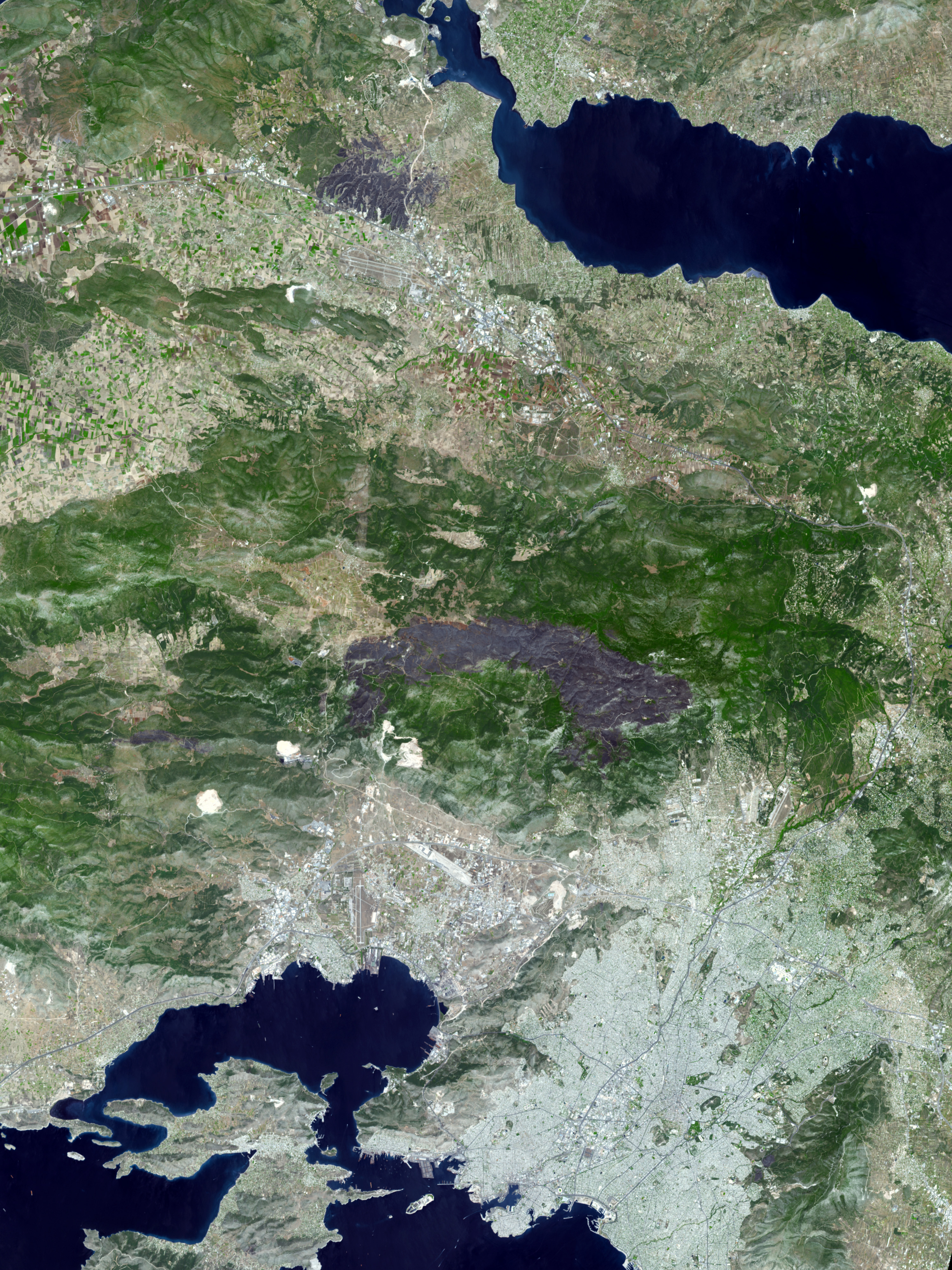
منظر لبارنيثا بعد شهر من الحرائق الكبرى.

في 25 أغسطس، قرر دوري السوبر اليوناني والاتحاد اليوناني لكرة القدم تأجيل المباريات الافتتاحية المقررة في تلك عطلة نهاية الأسبوع بسبب الحرائق. تم تعليق الحملة الانتخابية للانتخابات العامة المقبلة في البلاد لفترة قصيرة من الزمن. لم يتم تأجيل التصويت لأن هذا غير مسموح به بموجب الدستور الحالي.
ومن المتوقع أن يكون للدمار الذي سببته الحرائق تأثير مالي كبير على المناطق المتضررة من الحرائق. كان المبلغ المقدر في الأصل حوالي 1.5 مليار يورو كتعويضات فورية. وقد ارتفع هذا المبلغ الآن إلى 2 مليار يورو (2.9 مليار دولار) مليار). ويقدر الأثر المالي التراكمي بعد الأخذ في الاعتبار خسارة الدخل الوطني بسبب تدمير البنية التحتية الزراعية ‏ المحلية والتأثير السلبي المحتمل على السياحة المحلية بنحو 5 مليارات يورو أو أكثر.
إن وضع مدينة أوليمبيا في حفل إشعال شعلة دورة الألعاب الأولمبية الصيفية 2008 يهدد بتقويض الحفل بأكمله. حذرت اللجنة الأولمبية اليونانية من أن التأخير في عملية إعادة التحريج من شأنه أن يقوض الحفل بأكمله. وتقول اللجنة الأولمبية اليونانية: «ما لم تتحسن الصورة الحالية لـ (أولمبيا) بشكل جذري في الفترة المقبلة، فإنها ستشكل تشويهاً عالمياً لليونان».

### المساعدة المالية
ونتيجة لحجم الدمار غير المسبوق، عرضت العديد من البنوك والشركات والمؤسسات والإدارات المحلية الرائدة في البلاد مبالغ كبيرة من المال لمساعدة الأشخاص والشركات التي عانت مالياً بسبب الحرائق. أنشأت الحكومة حسابًا خاصًا في جميع البنوك اليونانية ‏، حيث يتم قبول المساعدة المالية لإغاثة الأشخاص المتضررين من الحريق من جميع أنحاء العالم. بالإضافة إلى ذلك، من المتوقع الحصول على مساعدات مالية من الاتحاد الأوروبي. كما تم تقديم أشكال من المساعدة في الطبيعة مثل تبرع إحدى البلديات التركية ورجال الأعمال بنباتات الزيتون لجمع التبرعات الذي تم تنظيمه بالفعل في ميتيليني. وتخطط الحكومة اليونانية لإنفاق 645.7 مليار يورو. مليون يورو (946.7 مليون دولار) مليون دولار) لاستعادة وإعادة تأهيل المناطق التي أحرقتها الحرائق. وسيتم توفير هذا المبلغ من قبل الاتحاد الأوروبي والحكومة اليونانية. خصصت الحكومة 150 مليون يورو (222 مليون دولار) لمساعدة المتضررين من الحريق في إعادة بناء منازلهم ومبانيهم الأخرى. إن الطبيعة السريعة للاستجابة التي جاءت في شكل مخطط مساعدات مباشرة خالي من البيروقراطية أدت إلى مطالبات رسمية بالعكس بعد عام من الكارثة، كما كانت الحال بالنسبة لسكان إيليا الذين تم إخطارهم بإعادة مدفوعات المساعدة. وفي الوقت نفسه، اتهمت أحزاب المعارضة الحكومة باستخدام المخطط «لشراء» أصوات السكان المحليين في الأسابيع التي سبقت الانتخابات التشريعية اليونانية عام 2007.
تعهدت الحكومة القبرصية بالتعاون مع شركة جيه آند بي أباكس بإعادة بناء مدينة أرتيميدا. وقد وقعوا حاليًا عقدًا بقيمة 8.5 مليون يورو، والذي يتضمن بناء 80 مبنى منها 48 مبنى سكنيًا. ومن المتوقع أن تبلغ التكلفة الإجمالية للمشروع 14.5 مليون يورو.
في 20 فبراير 2008، قدم رئيس الاتحاد الأوروبي لكرة القدم ميشيل بلاتيني للاتحاد اليوناني لكرة القدم شيكًا بقيمة مليون فرنك سويسري للمساعدة في تمويل إعادة بناء مرافق كرة القدم المتضررة بسبب الحرائق في اليونان في الصيف السابق.
اقترح الاتحاد الأوروبي تقديم 89.7 مليون يورو كمساعدات لليونان لتعويض جزء من تكلفة حرائق الغابات التي اندلعت عام 2007. سيتم استخدام المنحة لسداد تكاليف خدمات الإنقاذ، وتوفير السكن المؤقت، وتنظيف المناطق المتضررة من الكوارث، واستعادة البنية التحتية الأساسية إلى حالة صالحة للعمل. علاوة على ذلك، أنشأ الاتحاد الأوروبي فريقًا مكونًا من 600 عضو من رجال الإطفاء الأوروبيين لمكافحة حرائق الغابات القارية، ردًا على حرائق الغابات في جنوب أوروبا في صيف عام 2007.

### إعادة التحريج

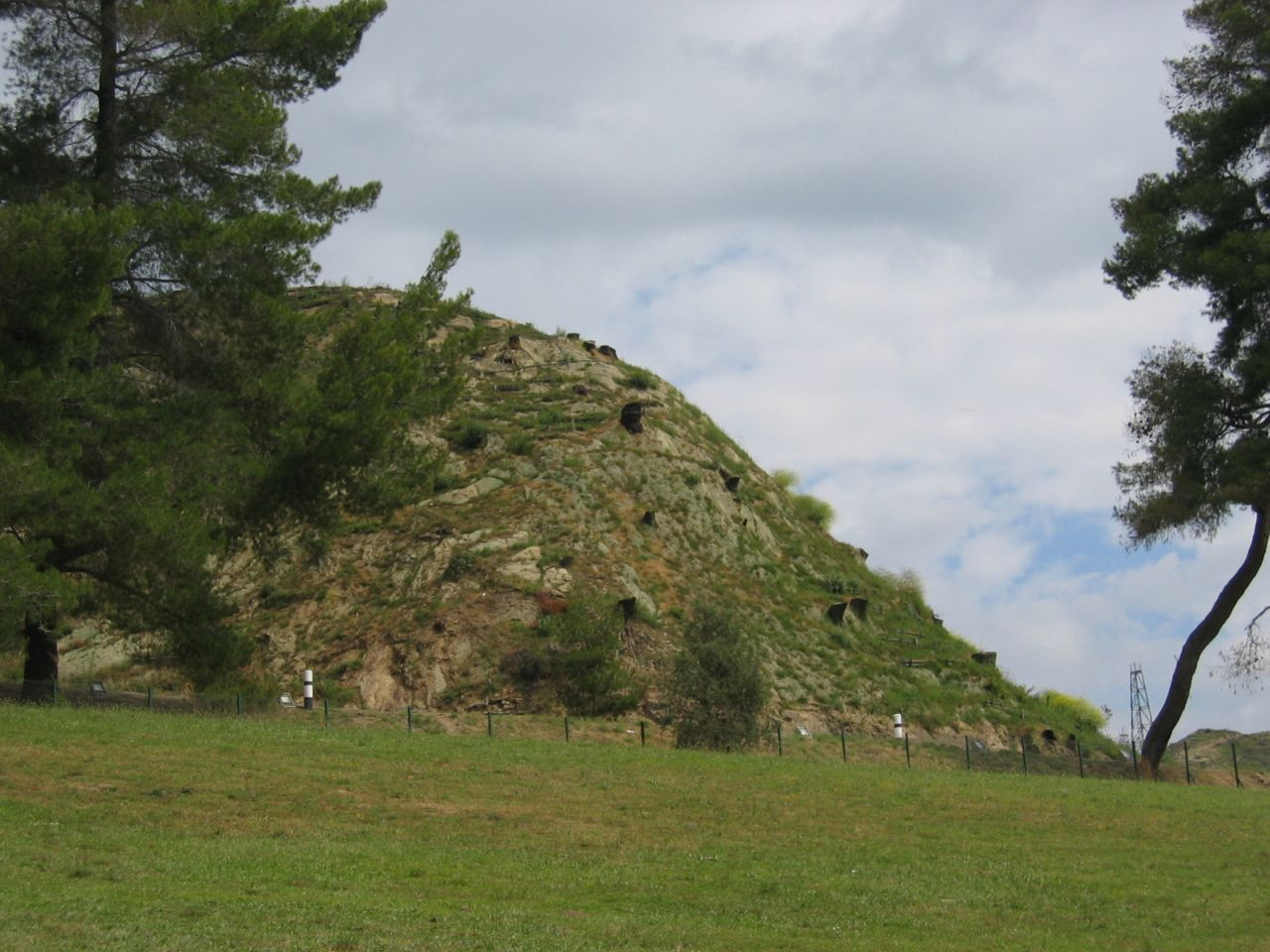
تل كرونوس في مايو 2008.

حثت الحكومة اليونانية السلطات الإقليمية على البدء في إعادة زراعة مساحات كبيرة من الأراضي التي أحرقتها حرائق الغابات في الصيف. تعهدت الحكومة بقيادة كوستاس كارامانليس باستعادة جميع الغابات المحترقة وحمايتها من التطوير القانوني. ومن المتوقع أن تبدأ عملية إعادة الزراعة الكاملة بعد دراسة إعادة التحريج التي يجريها خبراء الغابات والتي من المقرر أن تكتمل بحلول شهر ديسمبر. وتضمنت الخطط تدابير لمكافحة التآكل وإعادة الزراعة على نطاق واسع في المحافظات الأكثر تضررًا وهي أركاديا، وأخايا، وإيليس، وكورنثيا، ولاكونيا، وميسينيا، وإيوبييا. سيتم إعادة زراعة تل كرونوس الذي احترق بالكامل بسبب الحرائق بالشجيرات والأشجار الصغيرة. وستشمل هذه الشجيرات والأشجار الصغيرة شجيرات الغار والبلوط وأشجار الزيتون وأنواع محلية أخرى.

## وصلات خارجية
- Greeceinflames.org – موقع موارد لحرائق عام 2007 في اليونان
- معلومات عن صناديق الإغاثة – DailyFrappe
- نسخة محفوظة 17 أكتوبر 2020 على موقع واي باك مشين. ihelp.gr
- صور حرائق الغابات في فارفاساينا، بيرغوس، اليونان